# Sillus furciger
Sillus furciger là một loài nhện trong họ Anyphaenidae.
Loài này thuộc chi Sillus. Sillus furciger được Lodovico di Caporiacco miêu tả năm 1954.